# Хрещений батько Гарлема
«Хрещений батько Гарлема» (англ. Godfather of Harlem) — американський кримінальний драматичний телесеріал, прем'єра якого відбулася 29 вересня 2019 на Epix. Серіал розповідає про Бампі Джонсона, гангстера з Нью-Йорка 1960-х років.
12 лютого 2020 року серіал було продовжено на другий сезон, прем'єра якого відбулася 18 квітня 2021 року.

## Сюжет
Серіал розповідає про кримінального авторитета Бампі Джонсона, який на початку 1963 року повернувся з Алькатраса до Гарлема з наміром повернути його під свій контроль. Починається протистояння Джонсона та Вінсента Джиганте, у якому Бампі рішуче і жорстко прибирає перешкоди на своєму шляху.

## В ролях

### Основний склад
- Форест Вітакер — Бампі Джонсон
- Найджел Тетч[en] — Малкольм Ікс, старий друг Бампі Джонсона і один з лідерів Нації Ісламу
- Ільфенеш Хадера — Меймі Джонсон, дружина Бампі
- Антуанетта Кроу-Легасі — Еліза Джонсон, дочка Бампі, залежна від героїну
- Демі Сінглтон — Маргарет Джонсон
- Елвіс Ноласко — Нат Петтігрю
- Ерік Ларей Харві[en] — Дель Шанс
- Луїс Гусман — Алехандро «Гуапо» Віллабуена, друг Бампі Джонсона
- Вінсент Д'Онофріо — Вінсент "Чін" Джиганте, бос італійської мафії
- Пол Сорвіно — Френк Костелло
- Чезз Палмінтері — Джозеф Бонанно
- Рафі Гаврон — Ерні Нунці, помічник Вінсента Джиганте
- Люсі Фрай — Стелла Джиганте, дочка боса італійської мафії
- Кельвін Харрісон-молодший[en] — Тедді Грін, коханий Стелли і музикант-початківець
- Джанкарло Еспозіто — Адам Клейтон Пауелл[en], конгресмен від Гарлема

### Другий склад
- Трамелл Тільман — Боббі Робінсон[en]
- Дерік Августин — Кассіус Клей-молодший
- Кліфтон Девіс[en] — Елайджа Мухаммад, лідер Нації Ісламу
- Шон Аллан Кріл — Лестер Вулф[en], журналіст
- Кетрін Нардуччі — Джіганте Олімпія, дружина Вінсента Джиганте
- Кевін Корріган — Венеро Мангано[en], член сім'ї Джиганте
- Рослін Рафф — Делія Грін, мати Тедді Гріна
- Джазмін Салліван — Мері Веллс
- Сем Хеншоу[en] — Сем Кук
- Алое Блек — друг Тедді Гріна

## Виробництво

### Розробка
25 квітня 2018 року було оголошено, що Epix розпочав виробництво першого сезону, що складається з десяти епізодів, прем'єра яких має відбутися у 2019 році. Серіал буде написаний Крісом Бранкато та Полом Екштейном, а одним із виконавчих продюсерів стане Форест Вітакер. ABC Signature Studios стане однією з продюсерських компаній, пов'язаних із серіалом.
19 червня 2018 стало відомо, що Джон Рідлі буде режисером першого епізоду серіалу.
12 лютого 2020 серіал був продовжений на другий сезон.

### Зйомки
Зйомки серіалу розпочалися у вересні 2018 року у Нью-Йорку.

## Нагороди та номінації
| Year | Award              | Category                                                 | Nominee                 | Result    |
| ---- | ------------------ | -------------------------------------------------------- | ----------------------- | --------- |
| 2020 | NAACP Image Awards | Визначний драматичний серіал                             | Хрещений батько Гарлема | Номінація |
| 2020 | NAACP Image Awards | Видатний актор у драматичному серіалі                    | Форест Вітакер          | Номінація |
| 2020 | NAACP Image Awards | Визначний актор другого плану у драматичному телесеріалі | Джанкарло Еспозіто      | Номінація |
| 2020 | NAACP Image Awards | Визначний актор другого плану у драматичному телесеріалі | Найджел Тетч            | Номінація |